# Jonas Stasiukonis
Jonas Stasiukonis (* 14. Januarjul. / 27. Januar 1906greg.; † 4. November 1973 in South Bend) war ein litauischer Fußballspieler.

## Karriere und Leben
Der Stürmer Jonas Stasiukonis spielte mindestens im Jahr 1929 für den Verein LFLS Kaunas. Am 14. August 1929 spielte Stasiukonis einmal in der Litauischen Fußballnationalmannschaft gegen Lettland während des Baltic Cup 1929.
Im Jahr 1948 wanderte er mit seiner Frau Ona aus Gromuvka einem Dorf in der Nähe von Šėta in die Vereinigten Staaten aus. Er hatte seinen Wohnsitz zuletzt in Valparaiso im Bundesstaat Indiana. Er starb im November 1973 im Alter von 67 Jahren in South Bend.